# Mohamed Zguir
Mohamed Zguir   (Tunis, 4 de febrer de 1936), també conegut com a Mohieddine Seguir o Mohieddine Zeghir, és un exfutbolista tunisià de la dècada de 1960.
Fou internacional amb la selecció de Tunisia.
Pel que fa a clubs, destacà a Stade Tunisien.